# 1,5-双(二苯基膦基)戊烷
1,5-双(二苯基膦基)戊烷是一种有机磷化合物，化学式为C29H30P2。它可由1,5-二溴戊烷和二苯基膦基锂反应，或和二苯基膦在氢氧化铯存在下反应制得。它可以被二氟化氙氧化为1,5-双(二苯基二氟磷基)戊烷。它和碘化亚铜反应，得到双核配合物[CuIPh2P(CH2)5PPh2]2。